# 梅内拓生
梅内 拓生  （うめない たくせい、1941年- ）は、日本の医学者、医学博士。東京大学名誉教授。世界保健機関ジュネーブ本部感染対策次長、吉備国際大学学長。

## 来歴
岩手県大船渡市盛町出身。宮城県気仙沼高等学校、東北大学医学部卒業。東北大学助教授を経て、1982年 世界保健機関（WHO）西太平洋地域感染対策課長に就任し、西太平洋地域感染対策部長、ジュネーブ本部感染対策次長、1992年 東京大学医学部大学院教授を歴任。2001年 吉備国際大学学長に就任した。日本性感染症学会名誉会員、青梅今井病院特別顧問。

## 略歴
- 1966年　東北大学医学部卒業
- 1976年 大学大学院医学研究科博士課程修了・医学博士[2]。
- 1976年　東北大学講師（感染症、免疫、一般内科）
- 1978年　東北大学助教授（保健、感染症、免疫、一般内科）
- 1982年　世界保健機関（WHO）西太平洋地域感染対策課長
- 1985年　同　西太平洋地域感染対策部長
- 1989年　同　ジュネーブ本部感染対策次長
- 1992年　東京大学医学部大学院教授（国際保健計画学）
- 2001年　吉備国際大学学長[3]
- 2002年　国際医療福祉大学大学院教授（国際保健、生きがい研究・相談）
- 2007年　北里大学客員教授[4]

## 人物
五七五、五七五七七の短韻文に詠んだ複数の作品をつなげて評をして、詠作者の「存在と心」に触れる会話を目指した「ことばつなぎ」活動を行う。
郷里の岩手県大船渡市の観光大使「さんりく・大船渡ふるさと大使」、また宮城県気仙沼高校出身ということから「みなと気仙沼大使」をつとめる。

## 著書
- 「国際保健学序説 : これからの国際協力への提言」 へるす出版　 2000.7

監修
- 「バッシュ国際保健学講座」PaulF.Basch（著）梅内拓生（監修）ＰＨＣ開発研究会　2001.3[7]